# Monodnaviria
Domaine
Règnes de rang inférieur
- Loebvirae
- Sangervirae
- Shotokuvirae
- Trapavirae

Monodnaviria est un domaine (realm en anglais, distinct des domaines du vivant) de la classification des virus introduit en 2019 par l'ICTV. Les virus de ce domaine ont un génome qui est un plasmide d'origine bactérienne et une protéine de capside qui est issue de virus à ARN, et sont tous les virus à ADN à simple brin (monocaténaires) mais aussi à double brins (bicaténaires qui infectent les eucaryotes  comme les Papillomarviridae et  les Polyomaviridae) codant une endonucléase de réplication en cercle roulant de la superfamille HUH. Les virus dérivés de tels virus appartiennent aux Monodnaviria.

## Étymologie
Le nom du royaume, « Monodnaviria », est un mot-valise formé de  « mono », du grec μόνος (mónos), signifiant « unique », et de « dna », acronyme anglais pour  ADN (acide désoxyribonucléique), en référence à l'ADN simple brin qui constitue le génome de ces virus, avec le suffixe - « viria », qui caractérise le rang des royaumes viraux. 

## Liste des règnes
Selon NCBI (2 février 2021) :
- Loebvirae
- Sangervirae
- Shotokuvirae
- Trapavirae